# Avikam (langue)
Pour les articles homonymes, voir Avikam.
L'avikam (ou avekom, brignan, brinya, gbanda, kwakwa, lahu) est une langue kwa parlée par les Avikams en Côte d'Ivoire, dans la Région des lagunes et en bordure du Golfe de Guinée, près de la ville de Grand-Lahou.

## Villages
L'avikam est parlé dans ces villages:
| nᵒ | nom de village   | nom natif (API) |
| -- | ---------------- | --------------- |
| 1  | Adessé           | adese           |
| 2  | Avadivry         | afwawa          |
| 3  | Niangoussou      | ɲãgusu          |
| 4  | Taboutou         | tabutu          |
| 5  | Behiré           | gbejri          |
| 6  | Kouvé            | kuɓe            |
| 7  | Kraffi           | krafe           |
| 8  | Toukouzou        | tukuzu          |
| 9  | Akré-Nguessandou | ɔkrongesãdõ     |
| 10 | Anessandon       | amsãdjesãdõ     |
| 11 | Diatéké          | djatɛkɛ         |
| 12 | Noumouzou        | numuzu          |
| 13 | Braffédon        | brafɛdõ         |
| 14 | Grand-Lahou      | kpãdadõ         |
| 15 | Groguida         | grogida         |
| 16 | Adiadon          | adjadõ          |
| 17 | Gréguibéri       | gregiberi       |
| 18 | Kokou            | koku            |
| 19 | Lokohiri         | lukujri         |
| 20 | Gradon           | gradõ           |
| 21 | Dibou            | djubu           |
| 22 | Zagbalebe        | zagbalobe       |
| 23 | Beugrédon        | gbegredõ        |
| 24 | Alekedon         | alɛkɛdõ         |
| 25 | Ebonou           | ɛbunu           |
| 26 | Esonam           | ɛsõnam          |

## Écriture
Une orthographe avikam a éte dévelopée et utilisée dans la traduction de la Bible (évangiles de Marc et de Luc) en avikam publiée en 1957 et 1973. Dans cette orthographe la nasalisation est indiqué avec le tilde sur la voyelle ‹ ã, ẽ, ɛ̃, õ, ɔ̃, ũ ›.
Jacques Rongier utilise un alphabet avikam, divergent de l’Orthographe pratique des langues ivoiriennes avec les lettres b crosse ‹ ɓ › et gamma ‹ ɣ › au lieu des digrammes ‹ bh › et ‹ gh ›, dans son ouvrage Parlons avikam publié en 2002. La nasalisation est indiquée en faisant suivre la voyelle par la lettre n ‹ an, ɛn, in, ɔn, un ›.
| a | b  | ɓ | c  | d | e | ɛ | f | g | gb | ɣ | i | j | k | kp | l | m  |
| n | ny | ŋ | ŋm | o | ɔ | p | r | s | sh | t | u | v | w | y  | z | zh |